# Viva la Bam
Viva La Bam est une émission de télé-réalité américaine en quarante épisodes de 22 minutes diffusée entre le 26 octobre 2003 et le 14 août 2005 sur MTV, autour de la vie de Bam Margera.
Au Québec, l'émission est diffusée à partir du 5 mai 2004 à MusiquePlus.

## Description
L'équipe de Viva La Bam est composée du CKY crew : Chris Raab (alias Raab Himself), Rake Yohn, Ryan Dunn, Brandon DiCamillo, Brandon Novak et Bam Margera et de ses parents : Phil Margera, April Margera et de son oncle Vincent « Don Vito » Margera.
L'émission a été filmée à West Chester en Pennsylvanie mais aussi lors des voyages de la bande à Margera à Las Vegas, Atlantic City, New Orleans, Los Angeles, Mexico, au Brésil et en Europe.
La musique du générique est The King of Rock and Roll par Daniel Lioneye.

## Invités
Viva La Bam a un nombre d'invités spéciaux comme : Tony Hawk (épisode 1 saison 1, épisode 4 et 5 saison 2), Turbonegro (épisode 2 saison 1), The Bloodhound Gang (épisode 8 saison 1, épisode 4 saison 3, épisode 4 saison 4, épisode 5 saison 5), Slayer (épisode 2 saison 2), Johnny Knoxville (épisode 4 saison 3), The Dudesons (épisode 7 saison 4, épisode 8 saison 5), HIM (épisode 4 saison 3, épisode 1 saison 4, épisode 8 saison 4), Cradle of Filth (épisode 6 saison 5), Metal Mulisha et Gwar (épisode 4 saison 5), Mike Vallely (épisode 3 saison 5) et aussi Tim O'Connor, Kerry Getz, etc.

## Épisodes spéciaux
- Viva La Spring Break Part 1 and 2
- L'épisode perdu : Iceland (cet épisode peut être vu sur le DVD Viva La Bands)
- Viva La Valentine
- Viva La Bam: Christmas Special 2006